# Croda International

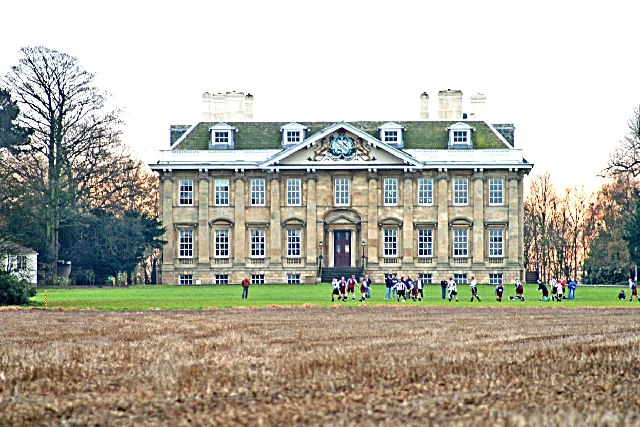
Het hoofdkantoor van Croda is gevestigd in de 17e-eeuwse Cowick Hall in Snaith

Croda International is een oleochemisch bedrijf uit het Britse dorp Snaith (East Riding of Yorkshire, Yorkshire and the Humber, Engeland). Het vormt onderdeel van de FTSE 100 aan de London Stock Exchange. In 2012 had het bedrijf een omzet van ruim 1 miljard pond en een nettowinst van ongeveer 160 miljoen pond.

## Geschiedenis
Het bedrijf werd opgericht in 1925 door George Crowe in het gehucht Rawcliffe Bridge als werkplaats voor de fabricage van lanoline. Lanoline is een natuurlijk beschermend vet dat aanwezig is in schapenwol en dat uitgewassen moet worden alvorens de wol kan worden geweven. Crowe gaf het de naam Croda naar de eerste drie letters van zijn achternaam en de eerste twee letters van die van zijn zakenpartner, Dawe. Na een moeizame start maakte het bedrijf een grote groei door nadat gebleken was dat lanoline een goed middel tegen roestvorming was. 
Tijdens de Tweede Wereldoorlog produceerde het bedrijf voor de Britse overheid speciale producten als camouflagezalven, insectwerende middelen en oliën waarmee geweren konden worden gereinigd. Na de oorlog viel de oorlogsindustrie weg en richtte het bedrijf zich op de Amerikaanse markt. Veel Amerikaanse cosmeticabedrijven begonnen daarop lanolineproducten van Croda te gebruiken en het bedrijf groeide snel. In 1955 werd het hoofdkantoor verplaatst naar de huidige locatie. In 1964 kreeg het een notering aan de London Stock Exchange. 
Daarop begon het bedrijf met een serie overnames. In 1967 werd het bedrijf United Premier Oil overgenomen en in 1968 het bedrijf British Glues & Chemicals. In 1990 begon Croda met de productie van Lorenzo-olie, een van de middelen die is gebruikt bij de behandeling van adrenoleukodystrofie. In 1998 nam het Westbrook Lanolin over. In recentere jaren legt het bedrijf zich meer toe op fijne chemicaliën. In 2006 werd het van oorsprong Nederlandse bedrijf Uniqema overgenomen van ICI voor 410 miljoen pond. In december 2015 werd de overname van coating- en zaadtechnologiebedrijf Incotec Group uit Enkhuizen bekendgemaakt. Croda neemt alle aandelen en schulden over voor een totaalbedrag van 155 miljoen euro. Bij Incotec werkten ruim 500 mensen verdeeld over 13 landen.

## Activiteiten
De producten van het bedrijf omvatten:
- oppervlakte-actieve stoffen die gebruikt worden als ingrediënten voor cosmetische crèmes en lotions.
- voedingssupplementen die speciale lipiden, zoals omega 3-vetzuren bevatten.
- vetzuuramiden die plastic oppervlakten slipperig maken, zodat plastic tassen makkelijk van elkaar kunnen worden genomen (bijvoorbeeld in supermarkten).

Deze producten worden verkocht aan andere bedrijven in de maakindustrie. De fabrieken van Croda staan in het Verenigd Koninkrijk, Frankrijk, Spanje, Italië, Nederland, de Verenigde Staten, Brazilië, Singapore, India, Indonesië, Zuid-Korea en Japan.